# NGC 6420
NGC 6420 (również PGC 60553) – galaktyka eliptyczna (E-S0), znajdująca się w gwiazdozbiorze Smoka w odległości około 330 milionów lat świetlnych. Została odkryta 17 sierpnia 1883 roku przez Lewisa Swifta.
W centrum NGC 6420 znajdują się dwie supermasywne czarne dziury, a zaburzony kształt tej galaktyki oraz zachodzące intensywne procesy formowania nowych gwiazd świadczą o niedawnym zderzeniu dwóch galaktyk.